# Maiquetía
Maiquetía es una ciudad venezolana, cabecera de la parroquia homónima, ubicada en el municipio Vargas del Estado La Guaira, situada en el litoral central de Venezuela, entre el mar Caribe y las estribaciones de la cordillera de la costa. Se encuentra a aproximadamente 37 km al noroeste de Caracas. La ciudad es conocida por su importancia comercial y por haber sido el punto de referencia del Aeropuerto Internacional de Maiquetía Simón Bolívar, el más importante del país.

## Historia
Maiquetía fue fundado por los españoles el 20 de enero de 1670 bajo la denominación de «San Sebastián de Maiquetía», que con los años fue reducido solo a Maiquetía. El nombre original es una combinación del nombre de un santo cristiano y un indígena local. Inicialmente parte del Departamento Vargas del Distrito Federal, en 1998 la parroquia pasa a formar parte del Territorio Federal Vargas y en 1999 del entonces llamado Estado Vargas.
Maiquetía tomo importancia con la construcción del Aeropuerto Internacional Simón Bolívar, el más importante del país y aeropuerto  comercial que sirve a la ciudad de Caracas, infraestructura que por las divisiones parroquiales ahora está situada en la parroquia Urimare, pero sin embargo conservo el nombre de Maiquetía, lo que causa cierta confusión aun para los propios habitantes de la región. Anteriormente, Carlos Soublette y Maiquetía conformaban una sola parroquia, razón por la que el INE realizó el censo de 2011 considerando esta situación.
Tras el surgimiento de nuevas parroquias y la necesidad de establecer límites claros para este territorio, el Consejo Legislativo aprobó la Ley de División Político Territorial del Estado La Guaira, cuyo proyecto fue consignado por el Instituto Geográfico de Venezuela Simón Bolívar, en el marco del Proyecto Nacional para la Consolidación de los Límites que conforman la División Político Territorial de Venezuela.

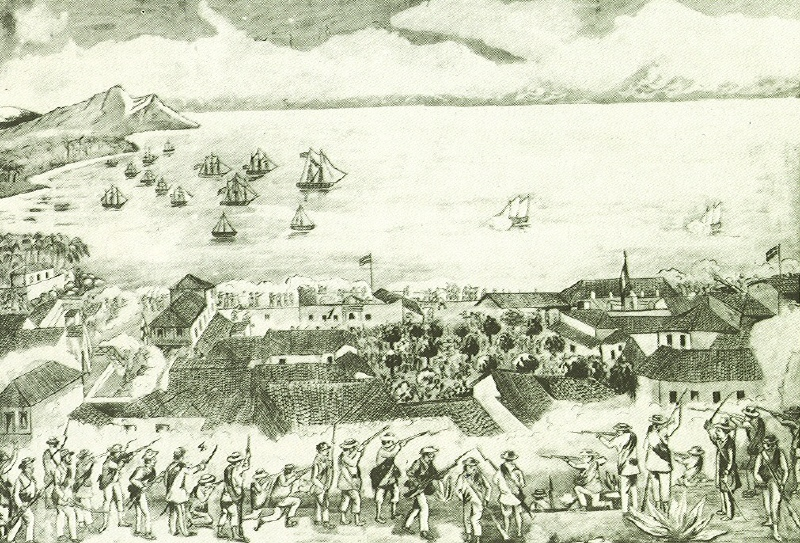
Combate de Maiquetía durante la Guerra Federal en 1859

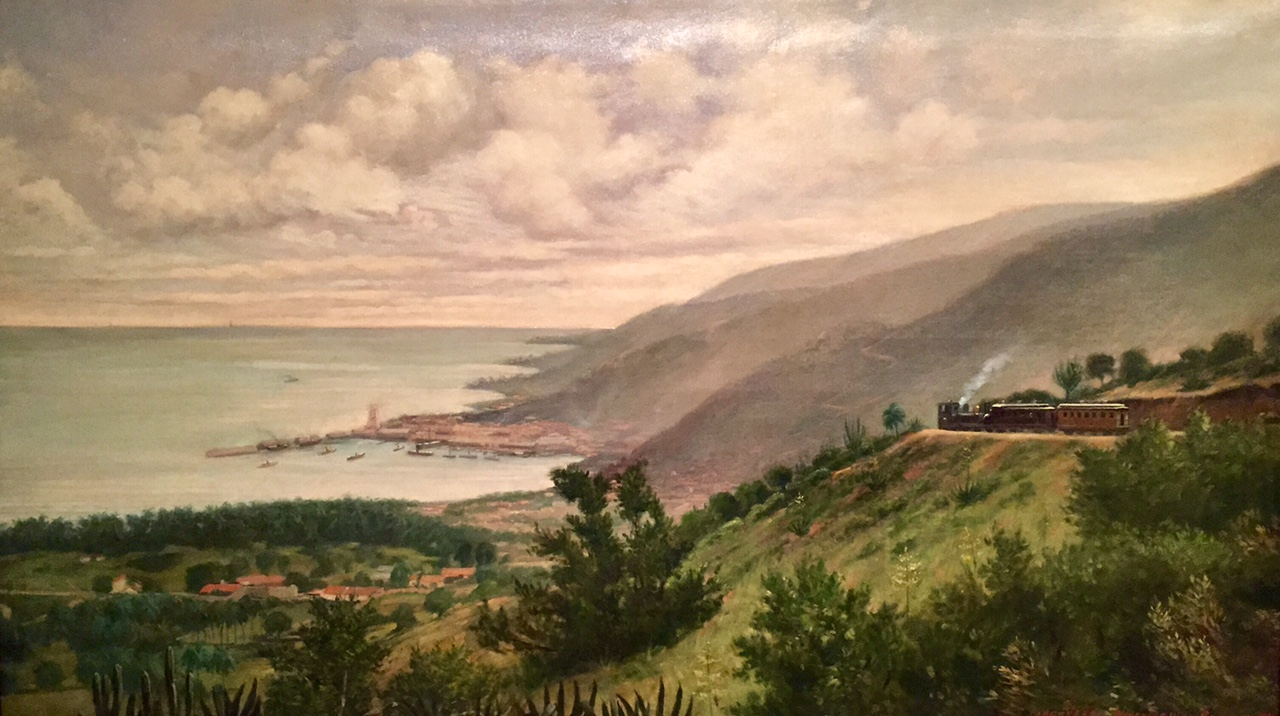
Vista de Maiquetía en 1896 por Gustavo Langenberg Winckelmann

Maiquetía sufrió los devastadores efectos de las lluvias torrenciales que inundaron y anegaron el estado Vargas (actual estado La Guaira) en diciembre de 1999 durante la Tragedia de Vargas, en especial las casas cercanas a los cauces de los ríos Piedra Azul y Curucutí.

## Geografía
Maiquetía es eminentemente comercial, en su centro histórico posee muchas tiendas y un mercado, con calles estrechas con la excepción de la Avenida Carlos Soublette. Está situada a 19 metros de altitud, en una terraza marítima entre el mar Caribe y las estribaciones de la serranía del Litoral Central, parte de la Cordillera de la Costa.  La capital nacional Caracas está a aproximadamente 37 kilómetros al sureste. 
La parroquia Maiquetía posee una superficie de 2200 hectáreas o 22 kilómetros cuadrados, sin embargo, Conforma una conurbación con La Guaira, con la que está unida a través de la Avenida Soublette. Colinda hacia el oeste con la parroquia Carlos Soublette, al norte con el Mar Caribe o mar de las Antillas, al oeste con la parroquia Urimare y al sur con el Distrito Capital y el Estado Miranda. Dada su cercanía a Caracas, esta ciudad ofrece la mejor localización para algunos hoteles y la vista hacia el mar es excelente.
Parte de la población también se extiende hacia la parroquia Urimare, en donde se encuentra el Aeropuerto Internacional de Maiquetía Simón Bolívar, la Urbanización 10 de Marzo (Sector La Aviación), Brisas del Aeropuerto, Santa Eduvigis y Sotavento, así como los barrios Aeropuerto, Mare y La Torre; sin embargo, para efectos censales esta parroquia no se considera como parte del centro poblado de Maiquetía sino de Catia La Mar, generando confusión con respecto a la denominación del aeropuerto como parte de la ciudad de Maiquetía. 
Según estimaciones del instituto nacional de estadística La parroquia tenía una población aproximada para el año 2023 de 50.985 habitantes un aumento con respecto al censo de 2011 cuando se registraron 34.128 habitantes.

### Clima
| Parámetros climáticos promedio de Maiquetía     | Parámetros climáticos promedio de Maiquetía | Parámetros climáticos promedio de Maiquetía | Parámetros climáticos promedio de Maiquetía | Parámetros climáticos promedio de Maiquetía | Parámetros climáticos promedio de Maiquetía | Parámetros climáticos promedio de Maiquetía | Parámetros climáticos promedio de Maiquetía | Parámetros climáticos promedio de Maiquetía | Parámetros climáticos promedio de Maiquetía | Parámetros climáticos promedio de Maiquetía | Parámetros climáticos promedio de Maiquetía | Parámetros climáticos promedio de Maiquetía | Parámetros climáticos promedio de Maiquetía |
| Mes                                             | Ene.                                        | Feb.                                        | Mar.                                        | Abr.                                        | May.                                        | Jun.                                        | Jul.                                        | Ago.                                        | Sep.                                        | Oct.                                        | Nov.                                        | Dic.                                        | Anual                                       |
| ----------------------------------------------- | ------------------------------------------- | ------------------------------------------- | ------------------------------------------- | ------------------------------------------- | ------------------------------------------- | ------------------------------------------- | ------------------------------------------- | ------------------------------------------- | ------------------------------------------- | ------------------------------------------- | ------------------------------------------- | ------------------------------------------- | ------------------------------------------- |
| Temp. máx. media (°C)                           | 28.5                                        | 28.3                                        | 28.5                                        | 29.1                                        | 30.0                                        | 30.3                                        | 30.1                                        | 30.9                                        | 31.4                                        | 31.3                                        | 30.5                                        | 29.4                                        | 29.9                                        |
| Temp. media (°C)                                | 24.4                                        | 24.5                                        | 24.9                                        | 25.7                                        | 26.6                                        | 26.7                                        | 26.4                                        | 27.0                                        | 27.4                                        | 27.3                                        | 26.7                                        | 25.4                                        | 26.1                                        |
| Temp. mín. media (°C)                           | 21.9                                        | 21.9                                        | 22.3                                        | 23.3                                        | 24.2                                        | 24.2                                        | 23.8                                        | 24.2                                        | 24.6                                        | 24.6                                        | 24.0                                        | 22.7                                        | 23.5                                        |
| Lluvias (mm)                                    | 28.1                                        | 17.1                                        | 22.1                                        | 29.0                                        | 36.1                                        | 53.3                                        | 56.8                                        | 50.3                                        | 54.1                                        | 55.9                                        | 53.6                                        | 54.4                                        | 510.8                                       |
| Días de lluvias (≥ 1.0 mm)                      | 3.6                                         | 2.6                                         | 1.8                                         | 2.7                                         | 4.4                                         | 6.7                                         | 7.6                                         | 7.4                                         | 7.0                                         | 6.7                                         | 5.5                                         | 5.1                                         | 61.1                                        |
| Horas de sol                                    | 232.5                                       | 220.4                                       | 241.8                                       | 183.0                                       | 201.5                                       | 207.0                                       | 241.8                                       | 244.9                                       | 228.0                                       | 207.7                                       | 195.0                                       | 210.8                                       | 2614.4                                      |
| Fuente n.º 1: World Meteorological Organization |                                             |                                             |                                             |                                             |                                             |                                             |                                             |                                             |                                             |                                             |                                             |                                             |                                             |
| Fuente n.º 2: Hong Kong Observatory             |                                             |                                             |                                             |                                             |                                             |                                             |                                             |                                             |                                             |                                             |                                             |                                             |                                             |